# 聯膦
联膦是一种无机化合物，化学式P2H4。这种无色液体是一种含有两个磷原子的磷氢化物。由于杂质联膦，磷化氢会自燃。它受热会分解。

## 制备
联膦可以在四氯化二磷或四碘化二磷的水解中生成，它们的水解还同时会产生磷的低价含氧酸。磷化氢的光解也会生成联膦。